# Sei Itō
Sei Itō (伊藤 整 Itō Sei?) Élō (伊藤 整, Élō Sei?) a.k.a.
Hitoshi Élō (伊藤 整, Élō Hitoshi Itō (伊藤 整 Itō Hitoshi?)) (Hokkaidō 16 de enero de 1905 - 15 de noviembre de 1969) fue un poeta, novelista, y traductor japonés.

## Vida y trabajos
Su nombre original era "Hitoshi" (整, el cual es también leído como Sei), pero lo cambió tempranamente.[cita requerida] En 1926, publicó por primera vez con una colección de poesía. Cuando su carrera progresó,  mostró influencias occidentales y en 1950 causó controversia por traducir El amante de la Señora Chatterley al japonés. En 1963 ganó el "Kikuchi Kan Premio". Sus novelas incluyen La Vida de Goro Tokuno y Ciudad y Pueblo. Además escribió una historia de seis volúmenes de literatura japonesa.